# Macrodontia crenata
Macrodontia crenata är en skalbaggsart som först beskrevs av Olivier 1795.  Macrodontia crenata ingår i släktet Macrodontia och familjen långhorningar.
Artens utbredningsområde är Venezuela. Inga underarter finns listade i Catalogue of Life.